# (10089) Turgot
(10089) Turgot (1990 SS9) – planetoida z pasa głównego asteroid okrążająca Słońce w ciągu 3,67 lat w średniej odległości 2,38 j.a. Odkryta 22 września 1990 roku.